# Гай Требий Сергиан
Гай Тре́бий Сергиа́н (лат. Gaius Trebius Sergianus; умер после 132 года) — древнеримский государственный и политический деятель, ординарный консул 132 года.

## Биография
О происхождении Сергиана ничего неизвестно. Возможно, его отцом или двоюродным братом был консул-суффект 122 года Гай Требий Максим. В 129 году Сергиан находился на посту легата-пропретора Галатии, когда эту провинцию посетил путешествующий император Адриан. В 132 году Сергиан занимал должность ординарного консула вместе с Гаем Юнием Серием Авгурином.